# Leroy Township (Missouri)
Leroy Township est un township du comté de Barton dans le Missouri, aux États-Unis,. En 2000, le township comptait une population de 245 habitants.

## Source de la traduction
- (en) Cet article est partiellement ou en totalité issu de l’article de Wikipédia en anglais intitulé « Leroy Township, Barton County, Missouri » (voir la liste des auteurs).